# Ohtanajärvi IK
Ohtanajärvi IK (OIK) är en idrottsklubb i Ohtanajärvi i Norrbotten i Sverige.

## Historia
Den 20 juni 1950 kallades det till möte på skolan i Ohtanajärvi. Syftet med mötet var att bilda en idrottsförening i byn. 17 stycken idrottsintresserade slöt upp till mötet. Mötet beslöt att idrottsföreningen skulle bildas redan samma kväll och föreningen skulle kallas Ohtanajärvi Idrottsklubb. Försäljningen av medlemskort påbörjades omedelbart och vid slutet av augusti hade OIK 50 st medlemmar. Medlemskortet kostade 2 kr för dem över 18 år och för övriga 1,50 kr.
Drygt tre månader efter att OIK hade bildats så var en egen idrottsplats på väg att byggas. Detta efter att några pojkar slutit samman och investerat i en fotboll. Man startade från ingenting och började få in pengar genom dansföreställningar, men en del av kostnaden fick medlemmarna själva lägga till. Markfrågan löstes genom att använda ett gemensamt område alldeles i närheten av byn. Dit kunde frivilliga komma för att hjälpa till med att frigöra markområdet från skog. 
Numera spelas fotboll på Skolvallen mitt i byn, på Byavallen i Aapua eller på Riavallen i Pajala. 

## Övrigt
- 1970 och 1971 spelade klubben i Sveriges tredje högsta division i fotboll.
- Efter fotbollssäsongen 1998 gick OIK och Aapua IF samman och bildade Ohtana/Aapua fotbollsförening.